# Klezmer
Klezmer (Jidiš: כּלי־זמיר) je glazbena tradicija istočnoeuropskih Židova Aškenaza. Klezmer izvode profesionalni glazbenici zvani klezmorim, a sastoji se velikim dijelom od plesnih melodija i zabavnih instrumentalnih skladbi za vjenčanja i druge proslave. Iako potječe iz Istočne Europe, oblik danas poznat kao "klezmer" razvio se u Sjedinjenim Državama u zajednicama židovskih doseljenika, govornika jidiša koji su se tamo doselili između 1880. i 1924.
U usporedbi s ostalim stilovima europske narodne glazbe o povijesti klezmera jako je malo poznato, i dobar dio onoga što se o njemu tvrdi treba prihvatiti kao hipotezu.

## Pojam "klezmer"
Riječ "klezmer" dolazi iz kombinacije hebrejskih riječi "kley", tj. "glazbalo" i "zemer", tj. "pjesma" iz čega dolazi "k'li zemer" (כְּלִי זֶמֶר), što doslovno znači "alat za pjesmu" tj. glazbeni instrument.
Isprva je taj pojam označavao glazbene instrumente, a tek kasnije ga se postupno počelo koristiti za same glazbenike. Tek je sredinom i drugom polovicom 20. stoljeća počeo označavati glazbeni žanr. Snimke iz ranog 20. stoljeća zovu ga "Jidiš glazbom", a ponekad i "freilech glazbom" što u prijevodu znači "vesela glazba".

## Stil
Klezmer je prepoznatljiv po karakterističnim, izražajnim melodijama nalik na ljudski glas, zajedno sa smijanjem i plakanjem. To nije slučajno, jer stil imitira hazon i paraliturgijske napjeve. Stil koristi glazbene ukrase kao što su dreydlekh (jidiš: glazbeni ukras), i krekht (jecaj).
Od svih glazbenih stilova koji su utjecali na tradicionale klezmer glazbenike najsnažniji je rumunjski, koji su oni čuli, prihvatili i prilagodili svom stilu. Ovu činjenicu odražavaju plesni oblici koji se susreću u preživjelom repertoaru, kao npr. plesni oblici "hora", "doina", "sirba" i "bulgar".